# Isomeri
Isomeri är fenomenet att olika kemiska föreningar kan bestå av samma uppsättning grundämnen i samma proportioner och därmed beskrivas med samma summaformel. Termen infördes av Berzelius 1830. Isomeri beskriver en relation mellan två kemiska föreningar och föreningar med denna relation  sägs vara isomera eller varandras isomerer. 
Isomeri uppträder på grund av skillnader i molekylstruktur och kan dels bero på skillnader i hur atomerna är bundna till varandra (konstitutionsisomeri, tidigare kallad strukturisomeri), dels på skillnader i hur atomerna är ordnade i rymden (stereoisomeri)

Isomeri brukar delas upp i följande delar:

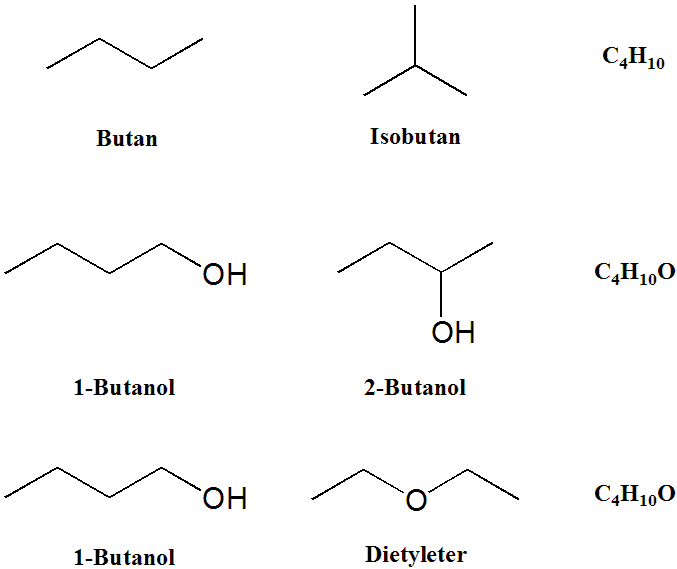
Strukturisomeri

1. Strukturisomeri eller konstitutionsisomeri, de isomera molekylernas atomer är bundna till varandra på olika sätt.
  1. Kedjeisomeri, kedjans utsträckning och arrangemang av kolatomer i kolskelettet skiljer sig åt i isomererna. Exempel på kedjeisomera föreningar är butan (även n-butan) och isobutan.
  2. Ställningsisomeri, molekylernas funktionella grupper sitter på olika ställen i isomererna. Exempel på ställningsisomera föreningar är 1-butanol och 2-butanol.
  3. Funktionsisomeri, molekylerna har samma molekylformel men olika funktionella grupper. Exempel på funktionsisomera föreningar är butanol och dietyleter.Stereoisomeri

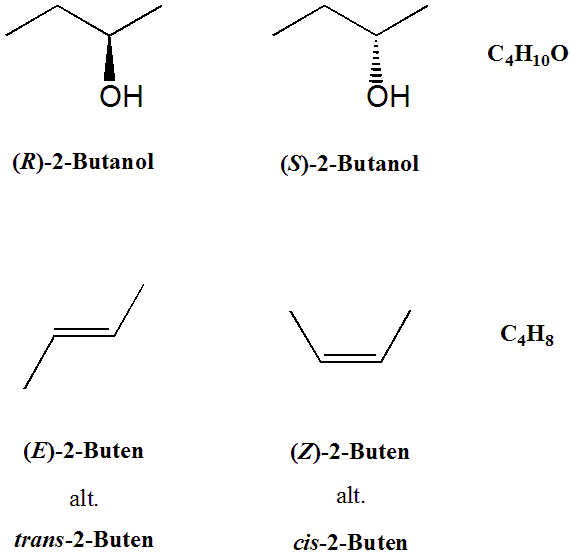
Stereoisomeri

2. Stereoisomeri eller rymdisomeri, de isomera molekylernas atomer är ordnade på olika vis i rymden.
  1. Optisk isomeri, isomeri som uppstår till följd av att molekylerna innehåller en eller flera asymmetriska atomer (kirala atomer). Detta innebär att atomgrupperna kan vara ordnade på två olika sätt i rymden runt en tänkt axel. För att beskriva denna ordning ger man de olika atomgrupperna olika prioritet, där ett enkelt väte har lägst. Om man tänker sig att tumspetsen är vätet (eller den lägsta prioriteten) och tumbasen är den kirala atomen, så kan atomgrupperna vara ordnade i det böjda pekfingrets riktning. Stämmer molekylen med en tänkt vänsterhand anges den med (S), av lat. Sinister, vänster och stämmer den med en tänkt högerhand anges den med (R) av lat. Rectus, höger. Detta leder i sin tur till ett optiskt fenomen. De olika ämnena kan vid bestrålning med planpolariserat ljus vrida detta antingen medurs, gr. dextro- "åt höger", vilket markeras med (+) eller D eller moturs, gr. levo- "åt vänster", vilket markeras med (-) eller L. Observera att den optiska rotationen inte bestäms av om molekylen är (S) eller (R)!
  2. Geometrisk isomeri eller cis-trans-isomeri, uppstår till följd av att atomer kan ta olika konfiguration vid en dubbelbindning. Vid acykliska föreningar anges föreningarnas stereostruktur med hjälp av prefixen E (av ty. Entgegen, (e)mot) eller trans och Z (av ty. Zusammen, tillsammans) eller cis. I molekyler med fler än 2 funktionella grupper prioriteras de ämnen med högst grupp-nummer eller utifrån en prioriteringslista. När dessa ämnen är på samma sida betecknas dessa med Z.

Se även: Spegelbildisomeri (enantiomeri)  isomeri av molekyler med samma beståndsdelar; men form som avviker ifrån varandra som spegelbild alt. två händer.